# Титикака
Титика́ка (исп. Titicaca, кечуа Titiqaqa, айм. Titiqaqa) — озеро в Южной Америке, самое большое по запасам пресной воды на этом континенте и второе по площади поверхности (после озера Маракайбо, которое к тому же иногда считают морским заливом). Его часто называют высочайшим в мире судоходным озером.
Находится в Андах на плоскогорье Альтиплано, на границе Перу и Боливии.
Крупнейший город в пределах озера — Пуно на западном берегу; в 19 км расположен город Тиуанако. Вокруг озера и на островах находится множество поселений народов аймара и кечуа. Часть населения живёт на плавучих тростниковых островах урос (uros).
Первое изображение озера в Европе представил в 1554 году испанский хронист Сьеса де Леон.

## Этимология
Название Титикака изначально относилось к острову Исла-дель-Соль. Оно состоит из слов языка индейцев кечуа: тити «свинец» и кака «камень, гора».
У народа аймара озеро называлось Мамакота, ещё раньше оно называлось Пукина, то есть «располагавшееся в стране народа пукина».

## Физические параметры
Озеро состоит из двух почти отдельных суббассейнов, соединённых проливом Тикина, ширина которого составляет 800 м в самой узкой точке. Большой суббассейн, Лаго Гранде (также называемый Лаго Чукито), имеет среднюю глубину в 135 м и наибольшую глубину в 284 м. Меньший суббассейн, Виньяймарка (также называемый Лаго Пекеньо, «маленькое озеро»), имеет среднюю глубину в 9 м и наибольшую глубину в 40 м. Общая средняя глубина озера составляет 107 м.
Площадь зеркала — 8372 км², высота уреза воды — 3812 м над уровнем моря (сильно меняется в зависимости от сезона).
Температура воды в середине озера почти неизменна и составляет 10—12 °C, но у берегов озеро нередко замерзает ночью.
В озеро впадает более 300 рек, стекающих с ледников, окружающих Альтиплано. В озеро Титикака впадают пять основных речных систем: Рамис, Коата, Илаве, Уанкане и Сучез. Оно имеет 41 остров, некоторые из которых густо населены.
Из озера вытекает река Десагуадеро, впадающая в бессточное озеро Уру-Уру на территории Боливии. Сток этой реки составляет меньше 5 % водного баланса — бо́льшая часть воды теряется вследствие испарения из-за сильных ветров и солнечного излучения. Солёность воды — около 1 ‰, поэтому Титикака считается пресноводным озером. Оно почти закрытое.
С 2000 года озеро Титикака постоянно испытывает снижение уровня воды. Только за период с апреля по ноябрь 2009 года уровень воды упал на 81 см, достигнув самого низкого уровня с 1949 года. Это падение вызвано сокращением дождливых сезонов и таянием ледников, питающих притоки озера. Загрязнение воды также вызывает всё большую обеспокоенность, поскольку города вокруг озера растут, иногда опережая инфраструктуру по переработке твёрдых отходов и очистных сооружений. По данным Глобального природного фонда (GNF), биоразнообразию Титикаки угрожает загрязнение воды и появление новых видов антропогенных загрязнений. В 2012 году GNF присвоил озеру звание «Озёра Года под угрозой исчезновения».

### Геологическая история
Исследование геологии Анд, фауны и химического состава озера и других водоёмов показало, что около ста миллионов лет назад озеро Титикака находилось на 3750 метров ниже, чем сейчас, и была морским заливом. До сих пор на склонах гор остались следы морского прибоя, а на берегах — ископаемые остатки морских животных.
В плейстоцене было частью более крупного ледникового озера Балливьян (исп. Ballivián), включавшего в себя современные солончаки Салар-де-Койпаса и Салар-де-Уюни, а также озеро Поопо.

## Флора и фауна
Водные растения озера отличаются малым разнообразием. Часто встречается камыш тотора (Schoenoplectus californicus subsp. tatora), произрастающий в прибрежной зоне до глубины 3 метра. В глубоких водах (до 10 метров) растут рдесты и водоросль хара. На мелководьях встречаются водяной папоротник азолла, ряска, перистолистник и элодея.
Ихтиофауна озера фактически очень бедна и является типично пресноводной. Аборигенная ихтиофауна представлена только карпозубообразными рыбами рода орестиас (Orestias, указывается около 20 видов) и сомами рода Trichomycteris (2 вида: T. rivulatus и T. dispar). В реках бассейна озера Титикака встречается также астроблеповый сом Astroblepus stuebeli, который не был обнаружен в самом озере. Доктор В. В. Чернавин в 1944 году провёл ревизию рода Orestias по материалам, собранным экспедицией Перси Слейдена в 1937 году, описав ряд новых видов. В работе «Parenti» (1984) приводится список видов рода Orestias. Чернавин в своей ревизии упоминает гибрид O. cuvieri и O. pentlandii, а также возможный гибрид O. olivaceus и O. agassii.
В XX веке в озеро были выпущены радужная форель Salmo gairdneri (1939 г.) и атеринообразная рыба Basilichthys bonariensis (1955-56 гг.), которые нанесли значительный ущерб эндемичной ихтиофауне озера. Крупный вид орестиасов Orestias cuvieri вымер после 1938 года, когда его наблюдали в последний раз; прочие виды рода в настоящее время считаются исчезающими. На орестиасах в озере паразитируют сосальщики Diplostomum sp., обитающие в черепной коробке рыб, и Ligula intestinalis в брюшной полости.
Озеро населяют 2 вида лягушек рода Telmatobius.

## Подводные археологические исследования
В августе 2000 года группа итальянских водолазов и археологов обнаружила на глубине 30 м под водой каменную террасу, предположительно являющуюся древней мостовой, стену длиной около 1 км и вытесанную из камня скульптуру в виде человеческой головы, напоминающую подобные каменные скульптуры города Тиуанако (расположен в 19 км от озера Титикака). Предположительный возраст находок составляет 1500 лет. Согласно местным легендам, на дне озера находился город Ванаку.
В 2020 году американские и бельгийские антропологи, обследовавшие дно озера Титикака в Перу, обнаружили каменный ларец с крышкой, в котором находилась статуэтка ламы из раковины колючей устрицы и свёрнутый лист сусального золота, которые скорее всего были предназначены для ритуала жертвоприношения инков. Находка подтверждает огромное культурное и религиозное значение, которое озеро Титикака имело для инков, объединяя разрозненные народы в составе их империи.

## Галерея

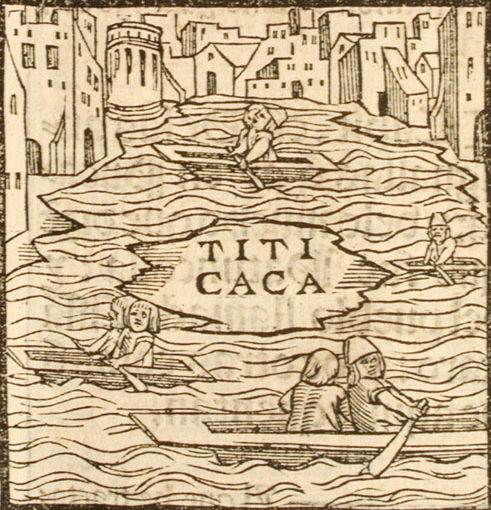
Сьеса де Леон Первое изображение оз. Титикака в Европе (1553).
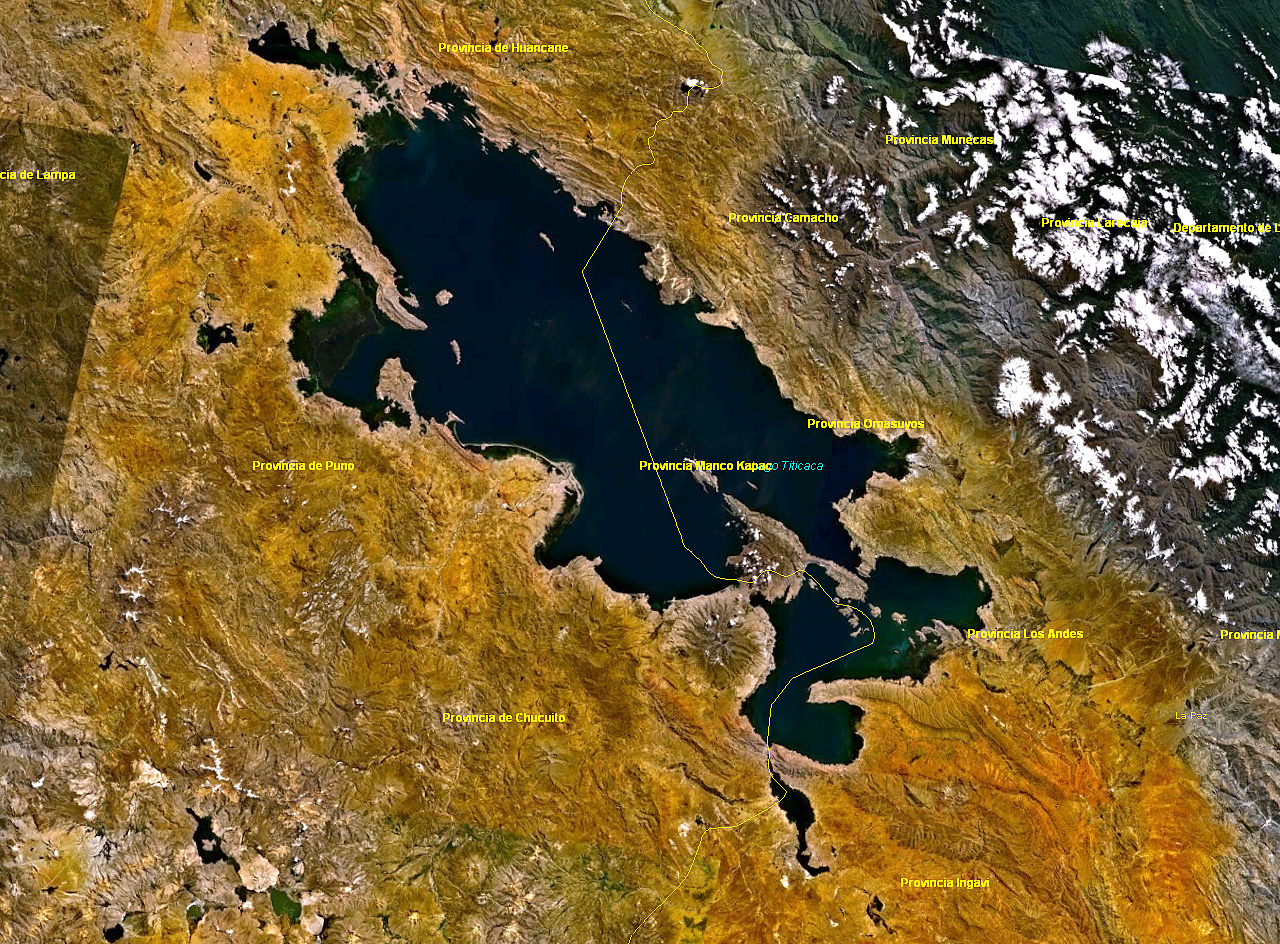
Спутниковый снимок озера 1991 года
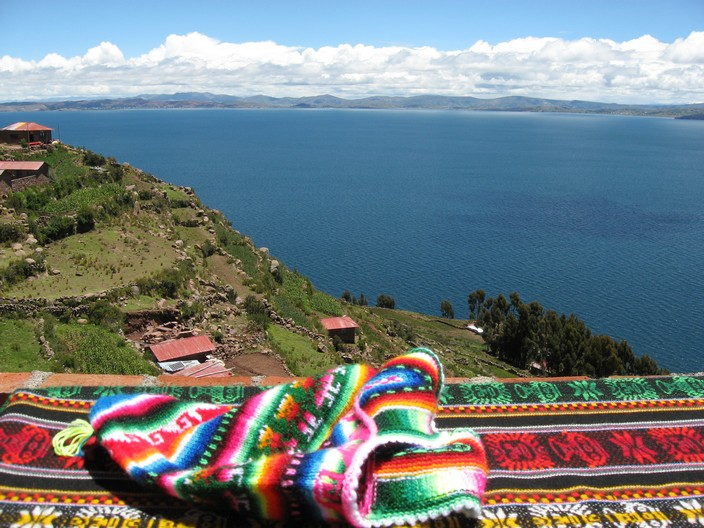
На озере Титикака
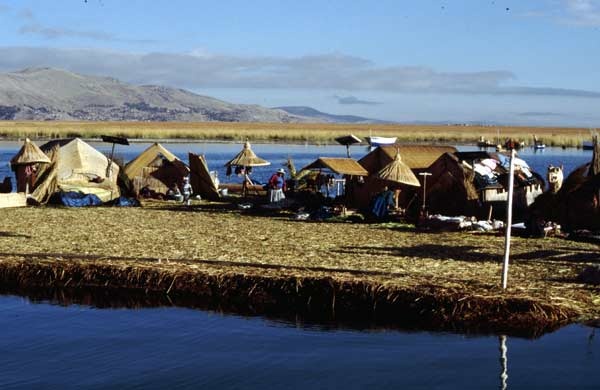
Плавучий остров, созданный индейцами уру
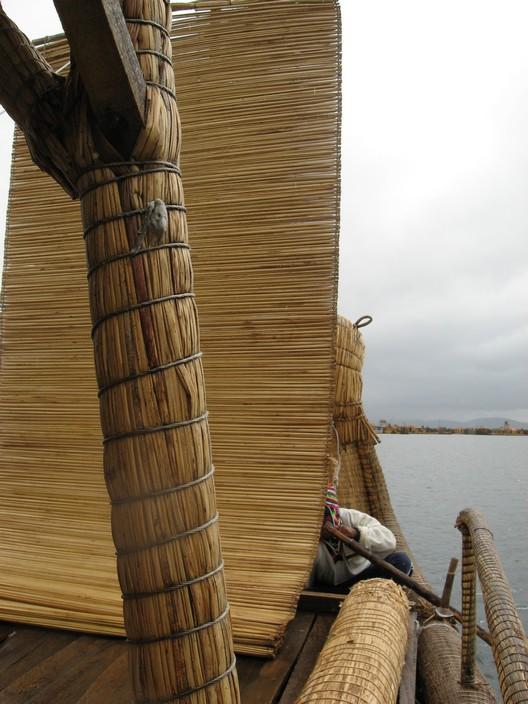
Папирусная лодка на озере
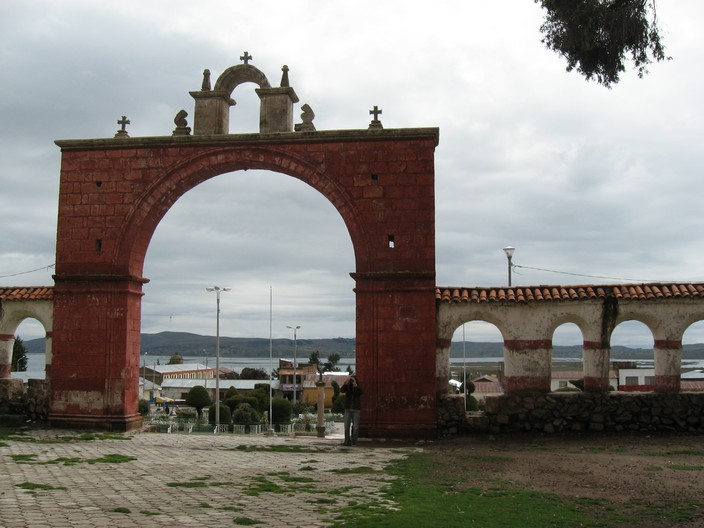
Вид на озеро в районе города Пуно